# Última Comunió de la Magdalena
L'Última Comunió de la Magdalena, és una de les últimes obres de Jeroni Jacint Espinosa, signada i datada a 1665, usant la fórmula fat., abreviatura de faciebat, en pretèrit imperfet, en lloc del més comú fecit, fet, per indicar segons Orellana que el quadre no s'acaba.
La que podria considerar obra mestra del pintor, és una pintura a l'oli sobre tela, (315 × 226 cm.), pintada per als caputxins de Massamagrell, fundació de Sant Joan de Ribera que va posar l'eucaristia en el centre de les seves devocions. Garín posa especial atenció en la preparació de la tela per mitjà de la cola i l'òxid de ferro i l'ús de tons càlids sobre la base de l'ocre, tècnica habitual del pintor.

## Descripció
La composició s'organitza bàsicament en línies horitzontals amb la figura de Sant Maximí com a eix, traça dues línies diagonals que es creuen en el punt ocupat per la Sagrada Hòstia. El tractament de les diferents textures de les teles, les filigranes de la casulla, el drap de combregar o les estovalles sobre l'altar estan curosament pintats per així ressaltar més el contrast amb el drap bast que vesteix la santa, manifestant el naturalisme del pintor en els petits detalls. Sant Maximí ocupa el centre del quadre rebent sobre ell el focus de llum, mentre la resta figures sorgeixen de les ombres tractades amb veladures i pinzellada solta, propi del tenebrisme.
La part superior del quadre l'ocupa un trencament de glòria barroc amb nombrosos querubins acompanyant de manera dinàmica a tres àngels músics que toquen el llaüt, la flauta i l'arpa.

### Iconografia
El tema de l'eucaristia és un dels més repetits en la iconografia de la Contrareforma i enllaça amb la imatge de la Magdalena penitent, molt freqüent també en el barroc, per fer relació a un altre sagrament, el de la penitència, qüestionat per la Reforma protestant. Paral·lelament i en defensa de les seves posicions doctrinals, l'Església Catòlica popularitzarà aquests temes en imatges de devoció, mostrant en pintures i sermons, d'una manera didàctica, la doctrina de l'Església sobre els sagraments com a mitjans de salvació eterna.
Exemples de l'atenció al tema de l'eucaristia en la pintura barroca, entre molts altres, podrien ser L'última comunió de sant Bonaventura de Zurbarán, per als Franciscans de Sevilla; L'última comunió de sant Jeroni de Annibale Carracci, per als cartoixans de Bolonya o La comunió dels Apòstols de Josep de Ribera per a la cartoixa de Nàpols.
La font literària es troba en la Llegenda Daurada de Jaume de Voràgine en la qual es dona compte de l'última comunió de la Magdalena:
| « | Al cap d'una estona sant Maximí va passar a l'interior de l'oratori a tot el seu clergat i el sacerdot que havia actuat com ordinari de la santa, i en presència d'ells va administrar a aquesta en comunió el cos i la sang de Crist, rebuts per ella en la seva boca, mentre els seus ulls se li inundaven de llàgrimes. Moments després Maria Magdalena, allà mateix, davant la base de l'altar, es va estendre a terra, i estant en aquesta actitud la seva ànima va emigrar al Senyor. | » |

Són aquests els personatges introduïts en el quadre, en el qual Maria Magdalena es representa llagrimosa, amb llàgrimes de sang, com penitent vestida de sac i amb la calavera, representació ascètica de la vanitas, com a reflexió sobre la mort. En la iconografia de la calavera van tenir molt a veure els llibres de meditació i especialment la pietat jesuítica, que recomanava la visió de la calavera per despertar la imaginació. Dels ordes religiosos cal destacar als caputxins, molt familiaritzats amb la meditació sobre la mort tal com se'ns presenta en la seva església de Roma. No és per tant d'estranyar que, en aquest quadre, el viàtic de la Magdalena vagi acompanyat de la representació ascètica de la mort.
Respecte de la imatge del trencament de glòria, la iconografia barroca ofereix nombroses mostres i el mateix Espinosa realitzarà nombroses obertures del cel semblants en altres obres dels seus últims anys de vida. En aquesta ocasió, però, inclou un àngel tocant el llaüt, d'esquena i retallat a contrallum, que introdueix profunditat i és d'allò més avançat en sentit barroc que arribés a realitzar mai.
Amb Sant Maximí, que sembla repetir el model d'un quadre anterior dedicat a la Missa de Sant Pere Pasqual, un altre sacerdot agenollat a la part inferior dreta podria tractar-se d'un retrat del donant, de qui res se sap. Aparentment de menor escala, és bona mostra de l'arcaisme del pintor, aferrat a fórmules de representació tradicionals. Més interessant resulta la imatge de l'àngel situat darrere de la santa, en posició de protegir-la, que podria representar la figura de l'Àngel Custodi. García Mahíques, en un estudi sobre un altre quadre de l'autor per a la Casa Professa de la Companyia de Jesús a València, la Visió de Sant Ignasi de 1630, amb l'Àngel Custodi darrere del sant, suprimit en la versió definitiva de 1658, destaca l'auge que al segle xvii va tenir aquesta nova devoció.